# Inschriften von Hum
Die Inschriften von Hum sind Texte in der Kirche des heiligen Hieronymus bei der Stadt Hum in Istrien in Kroatien aus dem 12. bis 14. Jahrhundert.
Insgesamt sind 40 Graffiti in den Fresken, 8 Inschriften in Stein und eine Wandtafel in glagolitischer Schrift bekannt.
Das älteste Graffito aus der zweiten Hälfte des 12. Jahrhunderts berichtet, dass ein Priester die 30 gewünschten Messen für die Seele des verstorbenen Schmiedes Martin gelesen hat: KOVAČA MARЪTINA E SVĚ Ĵ (=30) E VZETA INO OĆE EDNA.